# Pilzkonzept

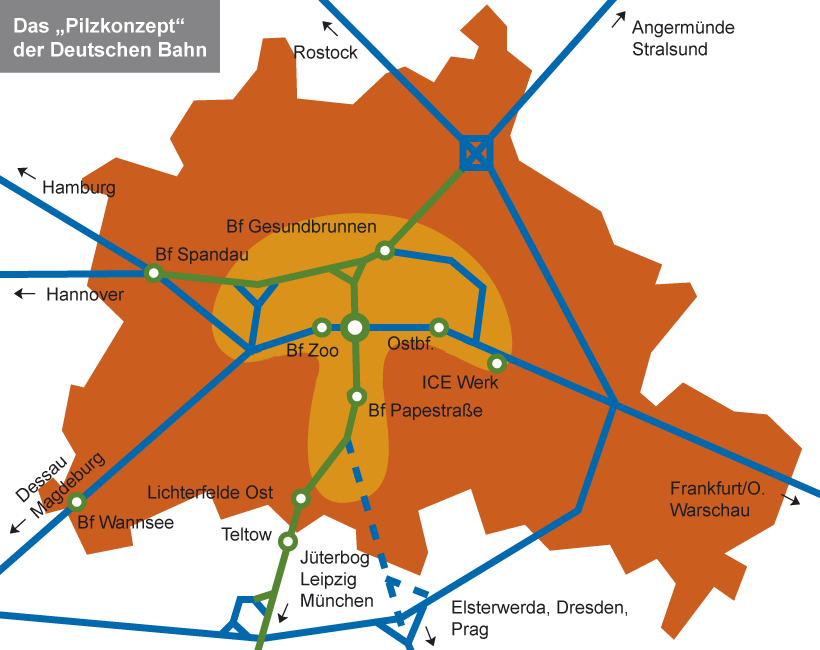
Das ursprüngliche Pilzkonzept – bis 2006 fertiggestellte Baumaßnahmen sind grün markiert, in Bau befindliche gestrichelt

Das Pilzkonzept der Deutschen Bahn ist der Betriebsplan für die Eisenbahn- und S-Bahn-Strecken des wiedervereinigten Berlin. Es ist nach dem Streckenverlauf der Hauptstrecken benannt, der auf dem Stadtplan einem Pilz ähnelt.

## Geschichte

### Ausgangssituation
Wie auch in vielen anderen großen Städten endeten die Eisenbahnstrecken in Berlin nach ihrem Bau in verschiedenen Kopfbahnhöfen in der Stadt. Schon im 19. Jahrhundert begann man, einen Teil dieser Strecken untereinander zu verknüpfen, und zwar mit
- der Verbindungsbahn, die bereits in den 1850er Jahren im Süden die Kopfbahnhöfe auf Straßenniveau verband,
- der Ringbahn, die einmal rund um die Innenstadt führt, mit Gleisen für S-Bahn und sonstigen Verkehr,
- der Stadtbahn, die die Stadt in Ost-West-Richtung auf einem Viadukt durchquert, ebenfalls mit Fern- und S-Bahn-Gleisen.

In den 1930er Jahren entstand der
- Nord-Süd-Tunnel der S-Bahn, ohne Fernbahngleise.

Im Jahr 1917 schlug der Stadtplaner Martin Mächler in einem Bebauungsplan vor, einen Tunnel zwischen Potsdamer und Anhalter Bahn und dem Lehrter Bahnhof zu bauen. Darüber sollten Bauflächen zur Erweiterung der Innenstadt entstehen. Der Lehrter Bahnhof sollte als Friedrich-List-Bahnhof zu einem Kreuzungsbahnhof für den Nord-Süd- und Ost-West-Verkehr ausgebaut werden. Dieses Modell sollte später, in veränderter Form, als Pilzkonzept realisiert werden.
Nach dem Zweiten Weltkrieg bis Anfang der 1950er Jahre wurden die verbliebenen alten Kopfbahnhöfe Lehrter Bahnhof, Potsdamer Bahnhof, Anhalter Bahnhof, Görlitzer Bahnhof und Stettiner Bahnhof (Nordbahnhof) stillgelegt, weil sie stark zerstört waren und West-Berlin von der umgebenden DDR abgeschnitten war und daher reduzierten Fernverkehr hatte. Die anderen Kopfbahnhöfe, wie der Hamburger Bahnhof, wurden bereits im 19. Jahrhundert geschlossen.
Der gesamte Fernverkehr in West-Berlin verlagerte sich auf die Stadtbahn-Strecke. In Ost-Berlin wurde neben der Stadtbahn der Bahnhof Lichtenberg zum wichtigsten Bahnhof und über neue Verbindungen in Richtung Norden und Süden angebunden. Die wichtigsten Bahnhöfe Berlins auf der Stadtbahnstrecke waren der Ostbahnhof (bis 1950: Schlesischer Bahnhof, ab 1987: Hauptbahnhof, seit 1998: wieder Ostbahnhof) im Osten und der Bahnhof Zoologischer Garten im Westen.
Nach der deutschen Wiedervereinigung wurde klar, dass eine Neuordnung des Berliner Bahnnetzes nötig war. Der Bahnhof Lichtenberg lag für weite Teile der Stadt zu peripher, die Stadtbahn hatte nur begrenzte Kapazitäten und eine Fernverkehrsanbindung der zentralen Bereiche der Stadt in Nord- und Südrichtung fehlte.
Anfang der 1990er Jahre standen verschiedene Varianten zur Diskussion:
- Ein Ringmodell zielte auf die Wiederherstellung des früheren Berliner Eisenbahnkonzepts und sah den (teils viergleisigen) Ausbau der Ringbahn vor. Der Nord-Süd-Verkehr sollte dabei über den Innenring geleitet werden, der Ost-West-Verkehr überwiegend über die Stadtbahn.[2] Bei diesem Konzept hätten die Züge immer an mehreren Bahnhöfen halten müssen, um ausreichende Umsteigemöglichkeiten zu gewährleisten.
- Der Wiederaufbau der Kopfbahnhöfe wurde ebenfalls vorgeschlagen, jedoch nicht weiter beachtet.[3]
- Ein Achsenkreuzmodell sah am Lehrter Bahnhof sich kreuzende Achsen und den Ausbau der Ringbahn vor. Dieses Pilzkonzept wurde ab 1991 von der DEC entwickelt.[4]
- Ein anderes Achsenkreuzmodell untersuchte einen Hauptbahnhof direkt im Berliner Zentrum um den Bahnhof Friedrichstraße.

Im Vergleich des Ring- mit dem Achsenkreuzmodell bescheinigten Gutachter und Deutsche Reichsbahn dem Achsenkreuzmodell Vorteile gegenüber dem Ringmodell, insbesondere bei den Aspekten Kosten und Betriebsdurchführung.

### Entscheidung für das Pilzkonzept
Die Deutsche Reichsbahn und der Berliner Senat entschieden sich für das Pilzkonzept, eine modifizierte Form des Achsenkreuzmodells. Es wurde am 15. Juli 1992 durch das Bundesverkehrsministerium bestätigt und in den Bundesverkehrswegeplan aufgenommen. Die prognostizierten Gesamtkosten bis 2010 lagen im Jahr 1994 dabei bei etwa 20 Milliarden Mark.
Die Berliner Außenstelle des Eisenbahn-Bundesamtes erteilte auf Antrag der Deutschen Bahn AG und des Landes Berlin (Senatsverwaltung für Bau- und Wohnungswesen) am 12. September 1995 das Baurecht für das „Herzstück“ des neuen Bahnkonzeptes. Darin eingeschlossen waren unter anderem der Hauptbahnhof, der Tunnel der Nord-Süd-Fernbahn, der Bahnhof Potsdamer Platz, das Teilstück der U-Bahn-Linie U5 sowie die Verlegung der Bundesstraße 96. Es ging zum größten Teil mit der Eröffnung des Berliner Hauptbahnhofs am 28. Mai 2006 in Betrieb.
Das Betriebskonzept legt fest, auf welchen Gleisen Fern- und Regionalzüge die Stadt durchqueren und an welchen Bahnhöfen sie halten. Bei der Planung des Konzeptes wurden folgende Kriterien herangezogen:
- Nach Berlin Reisende können alle Bereiche der Stadt leicht erreichen. Dazu liegen einerseits die Fernbahnhöfe an zentralen Punkten der Stadt, andererseits sind sie gut an das Netz des Stadtverkehrs (Nahverkehr) angebunden.
- Durch Berlin Reisende können leicht umsteigen beziehungsweise – falls sie nicht umsteigen – die Stadt schnell durchqueren.
- Möglichst wenige neue Gleise und Bahnhöfe werden gebaut und möglichst wenige neue (im Zentrum Berlins knappe) Flächen werden benötigt.

## Das verwirklichte Konzept

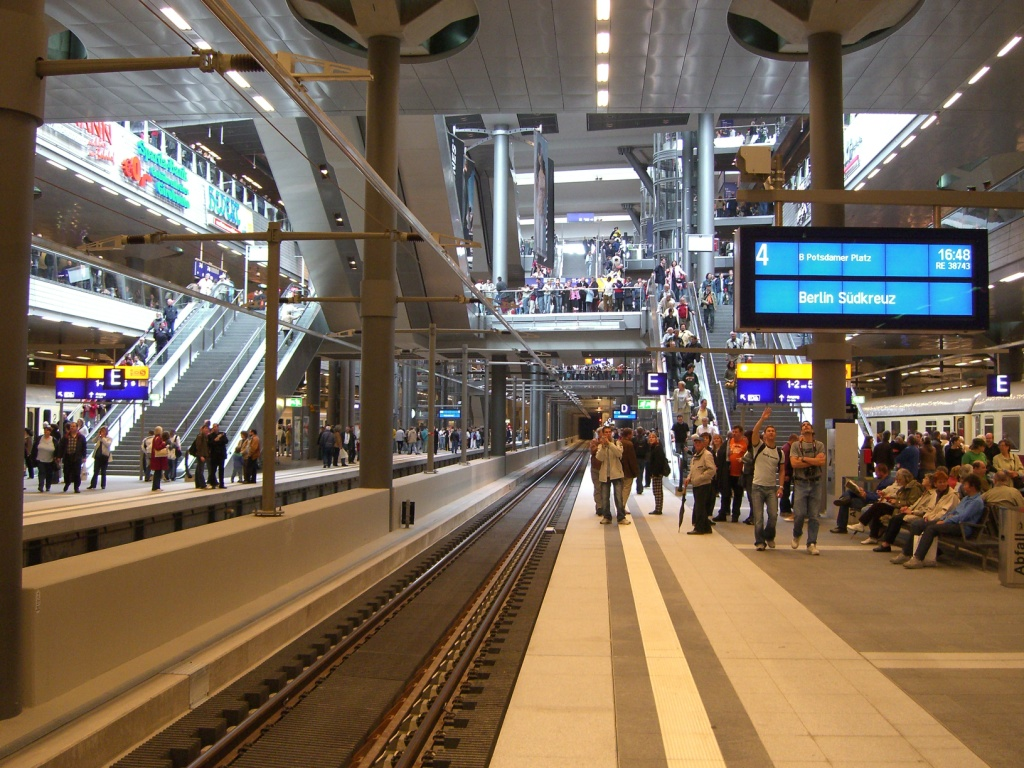
Berliner Hauptbahnhof, hier die untere Ebene mit Anschluss an den Tunnel unter dem Tiergarten

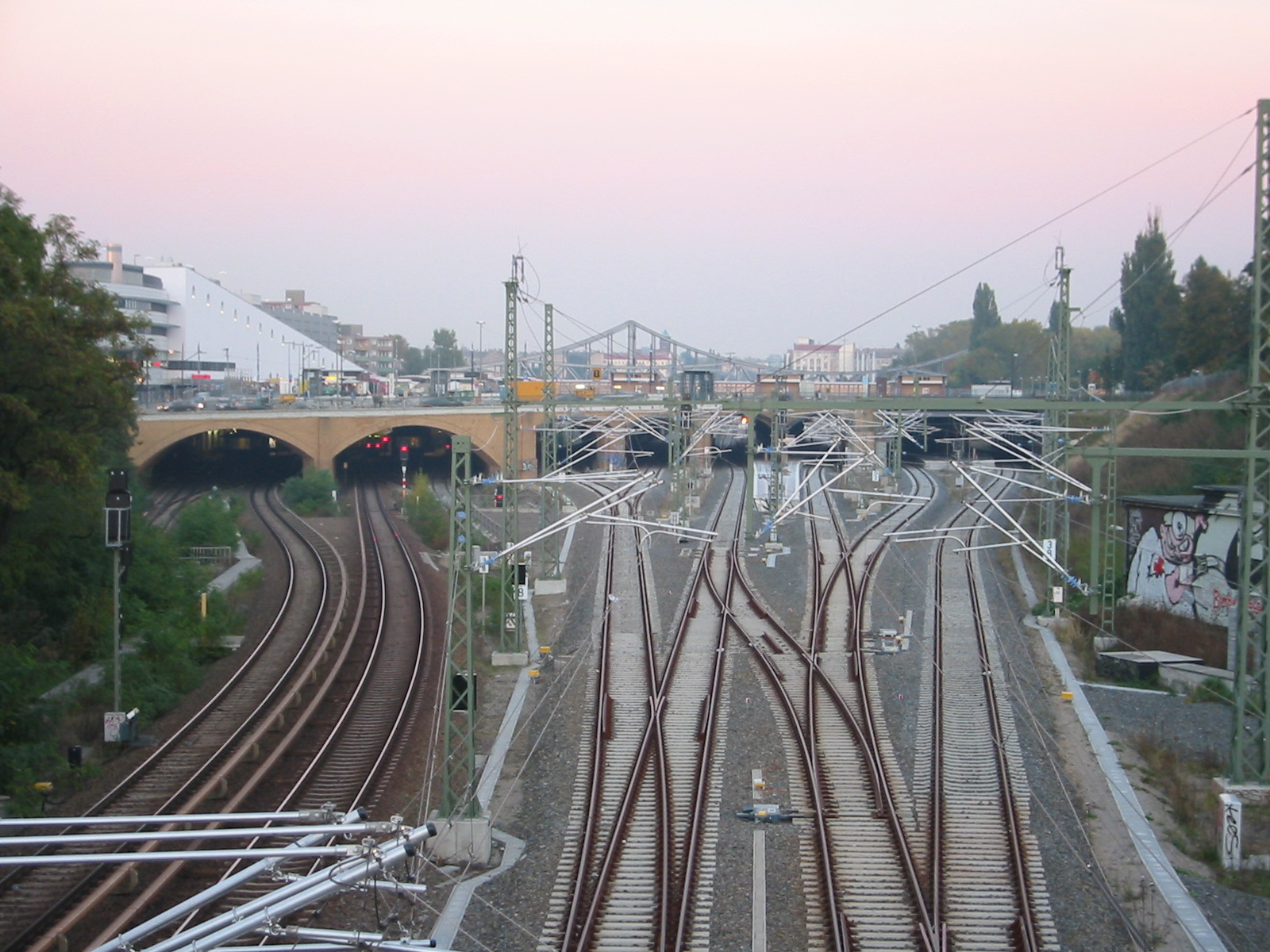
Ausgebauter Bahnhof Gesundbrunnen (Nordkreuz) mit Zusammenführung von S-Bahn, Regio- und Fernbahnen

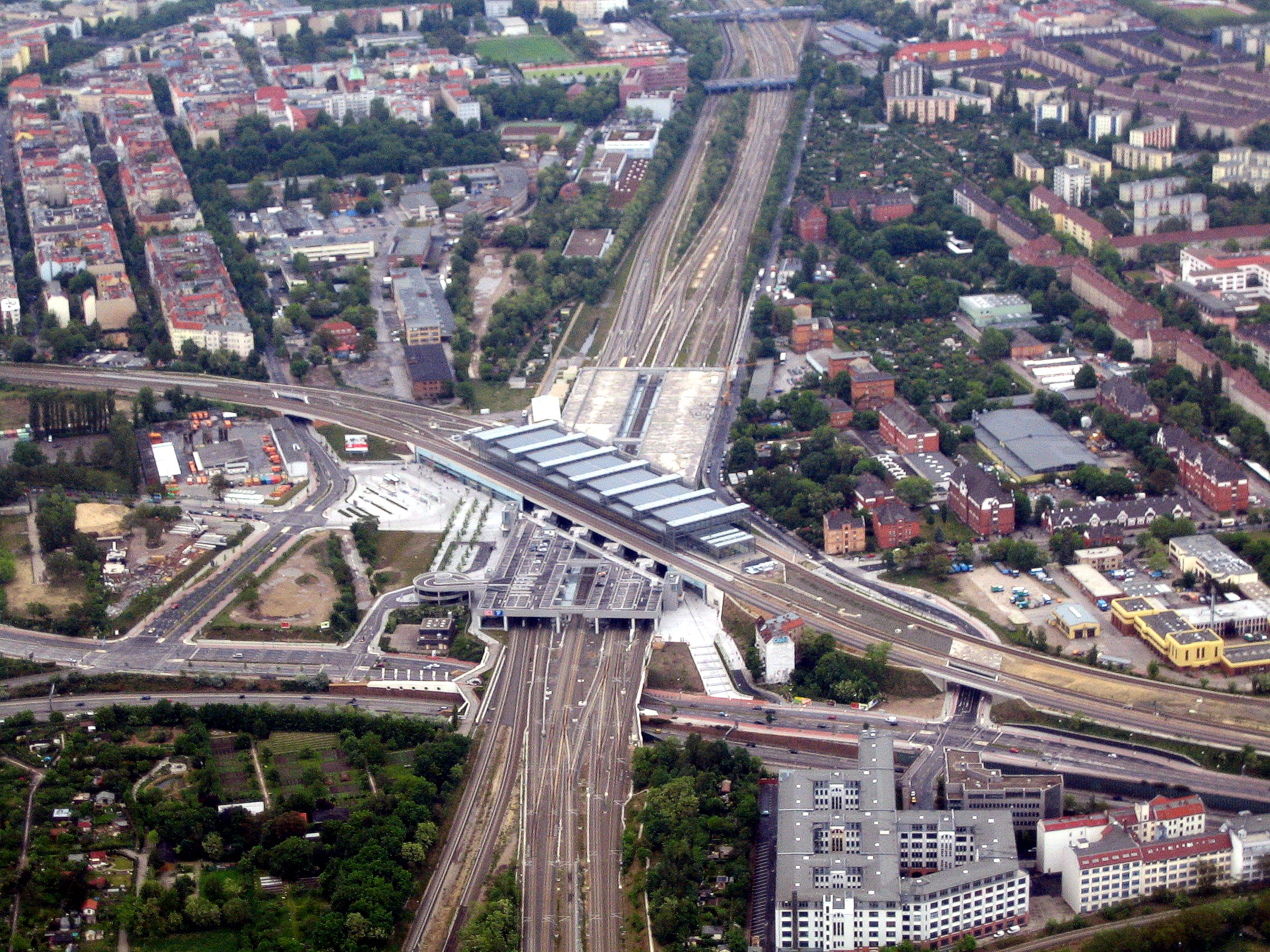
Luftbild vom Bahnhof Südkreuz, vormals Bahnhof Papestraße, an der Kreuzung der Ringbahn (oben) mit den ausfädelnden Südstrecken

### Übersicht
Das Pilzkonzept enthält den Bau einer Nord-Süd-Fernbahnstrecke mit einem 3,5 Kilometer langen Tunnel. Dieser Tunnel verläuft westlich des existierenden S-Bahn-Tunnels und kreuzt die Stadtbahn auf dem Gelände des Lehrter Bahnhofs. An dieser Stelle entstand der neue Berliner Hauptbahnhof, der nahezu von allen Berlin anfahrenden Fernzügen bedient wird.
Die neue Nord-Süd-Strecke und die alte Stadtbahnstrecke bilden den Stiel und die Krempe des Pilzes. Das Dach ist der nördliche Abschnitt der Ringbahn, der von Hamburg kommende Züge ans nördliche Ende des neuen Tunnels leitet, sowie ihre nordwestlichen und nordöstlichen Abschnitte, die für betriebliche Zwecke ausgebaut worden sind. Das südliche Ende des Tunnels ist direkt mit der nach Leipzig führenden Strecke verbunden. Züge aus Richtung Rostock und Stralsund werden aus Richtung Nordosten in den Tunnel geleitet.
Der ehemalige Lehrter Bahnhof war das Ende der Strecken aus Hamburg und Hannover, die nun direkt in den neuen Hauptbahnhof münden. Südlich davon und in der Nähe der ehemaligen Potsdamer und Anhalter Bahnhöfe entstand der neue Regionalbahnhof Potsdamer Platz. Dieser ist komplett unterirdisch und hat einen Anschluss an die Nord-Süd-S-Bahn und zur U-Bahn-Linie U2.
Außerdem wurden folgende Bahnhöfe für den Fernverkehr ausgebaut:
- Gesundbrunnen auf der nordöstlichen Ringbahn für Züge in Richtung Mecklenburg und für endende Züge aus Richtung Süden
- Spandau im Westen außerhalb der Ringbahn für Züge in Richtung Hamburg und Hannover
- Südkreuz (bis 2006: S-Bahnhof Papestraße) am Schnittpunkt mit der südlichen Ringbahn für Züge in Richtung Leipzig und Dresden

Für den Fernverkehr blieb der Ostbahnhof auf der in Ost-West-Richtung verlaufenden Stadtbahnstrecke weiterhin erhalten.
Im Sommer 2005 verkündete der Vorstandsvorsitzende der Deutschen Bahn AG, Hartmut Mehdorn, dass ab dem 28. Mai 2006 keine Fernzüge mehr am Bahnhof Zoo hielten. Trotz massiver Kritik von Händlern in der Umgebung des Zoos und zahlreicher Lokalpolitiker präsentierte die Deutsche Bahn am 6. Juli 2005 ihr endgültiges Verkehrskonzept für Berlin. Entgegen dem mit dem Land Berlin vereinbarten ursprünglichen Pilzkonzept verlor der Bahnhof Zoo seinen Status als Fernverkehrsbahnhof.

### Kosten
Der Ausbau des Schienenknotens Berlin wurde – unter dem Vorbehalt einer positiven Wirtschaftlichkeitsrechnung – im Bundesverkehrswegeplan 1992 als neues Vorhaben im vordringlichen Bedarf geführt. Die geplanten Gesamtinvestitionen lagen bei rund zehn Milliarden Mark (Preisstand: 1. Januar 1991). Das Projekt wurde in das Bundesschienenwegeausbaugesetz vom 15. November 1993 aufgenommen.
Bis Mitte 2000 waren rund 6,7 Milliarden von geplanten 10,6 Milliarden Mark verbaut. Im Jahr 2000 war geplant, einen Teil der absehbaren Mehrkosten im Knotenbereich durch Einsparungen an den Zulaufstrecken zu begrenzen. Die Inbetriebnahme des neu gestalteten Knotens war dabei für 2005 geplant. Ende Juli 2000 kündigte die Deutsche Bahn an, zur Kosteneinsparung die Inbetriebnahme auf das Jahr 2006 zu verschieben und den Nord-Süd-Fernbahntunnel zunächst nur zweigleisig auszubauen. Zurückgestellt wurde der Ausbau des Bahnhofs Papestraße und die Anbindung der Berlin-Dresdner Bahn. Auch im März 2002 war die Inbetriebnahme des Hauptbahnhofs und der Nord-Süd-Strecke zur Fußball-Weltmeisterschaft 2006 vorgesehen. Anfang 2002 wurden die Kosten des Vorhabens mit rund fünf Milliarden Euro angegeben.
Das Unternehmen rückte später teilweise von seinen früheren Plänen ab und nahm den Bahnhof Südkreuz sowie den Fernbahntunnel (viergleisig) zum 28. Mai 2006 in Betrieb. Der Ausbau der Dresdener Bahn auf Berliner Gebiet begann jedoch erst Ende 2017, mit einer geplanten Inbetriebnahme zum Dezember 2025.
Die gesamtwirtschaftliche Bewertung des Ausbaus ergibt ein geplantes Kosten-Nutzen-Verhältnis von 1,7. Zum 31. Dezember 2005 lagen die realisierten Gesamtinvestitionen bei rund 4,2 Milliarden Euro, bei einer geplanten Gesamtsumme zum Projektabschluss von gut 6,3 Milliarden Euro, die die Anbindung des Berliner Flughafens am südlichen Stadtrand mit einschließt. Die Mehrkosten lägen danach bei 589 Millionen Euro.

### Verkehrliche Auswirkungen
Die Auswirkungen des Konzeptes lassen sich wie folgt zusammenfassen:
- Durch Berlin fahrende Fernzüge können an mehreren Bahnhöfen halten und die Stadt trotzdem auf direktem Weg durchqueren.
- Jeder Fernzug hält am neuen Hauptbahnhof, sodass man dort immer von jeder Fernzuglinie in jede andere umsteigen kann.
- Fern- und Regionalverkehr wird am Hauptbahnhof und den anderen Fernbahnhöfen verknüpft.

Nach Angaben der Bahn sei mit Inbetriebnahme des Nord-Süd-Tunnels die Zahl der täglichen Halte von Regionalzügen auf Berliner Stadtgebiet um rund 500 auf 1700 erhöht worden. An 26 Stationen bestünden Umsteigemöglichkeiten zwischen Regional- und S-Bahn. Die Zahl der im Regionalverkehr Reisenden stieg im ersten Betriebsjahr um drei auf 44 Millionen Fahrgäste. Die Fahrzeitverkürzungen werden mit bis zu 35 Minuten angegeben.

### Nicht oder erst später verwirklichte Projekte
Teils aus Kostengründen, teils wegen anderer Prioritäten wurde eine Reihe von Projekten im Zusammenhang mit dem Pilzkonzept nur teilweise, lange nach der Inbetriebnahme des Pilzkonzept-Kerns mit dem Hauptbahnhof im Mai 2006 oder überhaupt nicht verwirklicht.
- Der Wiederaufbau der Ferngleise der Dresdener Bahn auf Berliner Gebiet verzögerte sich. Der Aufbau sollte ursprünglich erst nach 2014 und mit der Inbetriebnahme des Flughafens Berlin Brandenburg stattfinden. Die Züge müssen bis dahin den Umweg über die Anhalter Bahn und den Berliner Außenring nehmen, wodurch auf dieser Relation keine Fahrzeitverkürzung erreicht wird. Mit der Fertigstellung und damit der Änderung der Flughafen-Express-Trasse wird 2025 gerechnet.
- Auf einen Wiederaufbau der Stammbahnstrecke nach Potsdam über Zehlendorf wurde verzichtet. Lediglich ihre Anbindung im Tunnel der Nord-Süd-Fernbahn wurde baulich vorbereitet. Die Länder Berlin und Brandenburg einigten sich 2022, die Planungen für diese Strecke aufzunehmen.[12]
- Ebenso entfiel der Wiederaufbau der Ferngleise der Nordbahn auf Berliner Gebiet. Die Züge nehmen den Umweg über die Stettiner Bahn und den Berliner Außenring.
- Die S-Bahn-Anbindung des Hauptbahnhofs in Nord-Süd-Richtung wurde auf die zweite Hälfte der 2010er Jahre aufgeschoben. Der Baubeginn der S21 bezeichneten Verbindung ist mittlerweile erfolgt: Im Januar 2010 begannen vorbereitende Bauarbeiten zur Herstellung des Tunnelrohbaus unter der Invalidenstraße. Die Fertigstellung und Aufnahme des Betrieb hat sich bereits mehrfach verzögert.
- Die Anbindung des Hauptbahnhofs mit der U-Bahn-Linie U5 in Richtung Alexanderplatz wurde erst deutlich verzögert gebaut und im Jahr 2020 eröffnet. Hinsichtlich der Weiterführung in Richtung Moabit (Turmstraße) und Charlottenburg (Jungfernheide) sind die Planungen ganz zurückgestellt. Stattdessen ist eine Streckenverlängerung der Straßenbahn über Turmstraße und Mierendorffplatz zum Luisenplatz bzw. Jungfernheide und zum ehemaligen Flughafen Tegel (zwei Äste) geplant.[13] Der Straßenbahn-Abschnitt vom Hauptbahnhof bis zum U-Bahnhof Turmstraße wurde im September 2023 eröffnet.[14]
- Der Bahnhof Gesundbrunnen entstand ohne Empfangsgebäude. Dieses wurde nachträglich errichtet und Mitte 2016 eröffnet.
- Beim Bau des Hauptbahnhofs wurde aus Kostengründen und wegen Terminschwierigkeiten das Dach der oberen Bahnhofshalle nur verkürzt aufgebaut. Statt der ursprünglich entworfenen, gläsernen Gewölbedecke der unteren Halle entstand eine einfache Betondecke.

### Kritik
Das zwischenzeitlich realisierte Pilzkonzept wurde insbesondere in den 1990er und 2000er Jahren aus mehreren Gründen kritisiert.
- Der Bau eines völlig neuen Hauptbahnhofs und des neuen Tunnels waren sehr kostspielig.
- Keine der Nordsüd-S-Bahn-Linien führt durch den neuen Hauptbahnhof. Eine solche Anbindung ist zwar vorgesehen und der Platz für Bahnsteige wurde freigehalten, jedoch befindet sich erst der Nordring im Bau und die Inbetriebnahme musste auf 2024 verschoben werden.[15]
- Auch U- und Straßenbahnen mussten erst noch neu an den Hauptbahnhof herangeführt werden. Die kurze U-Bahn-Linie U55 zum Brandenburger Tor wurde im August 2009 eröffnet,[16] die Verbindung dieses Stücks mit der Linie U5 wurde am 4. Dezember 2020 in Betrieb genommen. Die erste Linie der Straßenbahn (M5) erreichte erst im Dezember 2014 den Bahnhof.[17]
- Der Wegfall der Halte von Fernzügen der Deutschen Bahn im Bahnhof Zoologischer Garten wurde heftig kritisiert. Die Streichung dieser Halte war nicht Bestandteil des ursprünglichen Pilzkonzeptes, zudem sind viele Teile der Stadt besser an den Bahnhof Zoologischer Garten als an den Hauptbahnhof angebunden. Mit Beginn des Winterfahrplans 2021/22 halten allerdings wieder vereinzelt Fernzüge dort.
- Das Projekt galt vielen als zu groß dimensioniert. Es beinhaltet sowohl Vorsorge für einen deutlichen Einwohneranstieg der Agglomeration als auch eine Veränderung des Modalsplits zugunsten des Eisenbahnverkehrs. Durch den viergleisigen Tunnel verkehrten zunächst lediglich sechs Züge je Stunde und Richtung. Andere Stimmen hielten die Kapazität des Tunnels als zu gering.[3] Seit 2019 gilt neben der Stadtbahn auch der Tunnel als „überlasteter Schienenweg“.[18]